# 샘플링 (음악)
샘플링(Sampling)은 Published (저작권을 갖춰 CD나 Tape의 물리적으로 판매 또는 배포되는) 음원의 부분적인 일부를 추출하거나 지구 상의 모든 소리를 녹음하여 편집에 끼워넣어 사용하는 것을 말한다.
1960년대 구상 음악(musique concrète)이나 전자 음악(electroacoustic music)을 추구하는 실험 음악가들 사이에서 테이프 루프나 바이닐 레코드 등을 판매 의도에 맞추어 재생하지 않고 임의적으로 부분 재생하도록 재생기기의 동작을 조작하여 음악을 만든 것을 시작으로 댄스뮤직, 디지털 턴테이블리즘의 소스, 미니멀리즘, 트립합, 힙합, 사이키델릭, 인더스트리얼(일렉트로니카와 같은 기법인데 단지 일상에서 들을 수 있는 기계의 작동음이나 소음으로 구성)이라는 음악의 제작에도 영향을 끼쳤다. 힙합 음악은 샘플링 기법을 바탕으로 한 첫 대중 음악 장르로 1970년대 여러 DJ들이 임의적으로 바이닐 레코드의 소리를 턴 테이블과 오디오 믹서 등으로 조작해 소리를 만들어낸 것을 시작으로 힙합 음악에 샘플링 기법이 도입되었다.
대중음악에서 샘플링 기법의 사용은 1970년대 중반부터 1980년대 초반에 발생한 전자 음악과 디스코 음악의 유행과 1980년대 일렉트로닉 댄스 음악과 인더스트리얼 음악 그리고 컨템퍼러리 R&B와 인디 록 등의 음악 장르에 많은 영향을 주었다. 샘플링을 하기 위한 악기인 샘플러는 하드웨어의 한 종류였으나 오늘 날에는 컴퓨터 프로그램을 일컫는 용어가 되었다. 한편 바이닐 에뮬레이션 소프트웨어 또한 사용되기도 하며 여전히 전통적인 방식으로 샘플링을 하는 턴테이블리스트들도 있다. 현대의 디지털 제작 방법에 다양한 샘플링 방식과 도구들이 사용되면서 많은 대중음악 장르들이 샘플링을 하나의 작곡 기법으로 받아들이기 시작하였는데 클래식 음악, 재즈 그리고 다양한 포맷의 포크 음악 등도 샘플링을 사용하기 시작했다.

## 같이 보기
- 리믹스
- 매시업 (음악)